# Marines (Valencia)
Marines es un municipio de la Comunidad Valenciana (España), situado en la comarca del Campo de Turia, dentro de la subcomarca de La Vall d'Olocau. Está ubicado a 43 km de Valencia.
Marines (Valencia) cuenta con una población de 1921 habitantes (INE 2024). Se trata de un municipio hispanohablante, en el que el español cuenta con el predominio lingüístico reconocido legalmente.
En el siglo XX, quedó destruida debido a un derrumbe por lo que la población tuvo que mudarse a una nueva ubicación.

## Geografía
Marines (Camp de Túria) está emplazado en los antiguos terrenos de la Masía La Maimona. El término municipal tiene una superficie total de aproximadamente 35,72 km². Su territorio ocupa un amplio sector de la vertiente meridional de la Sierra de la Calderona. Parte de este territorio está ocupado por la base militar de Marines, que establece un tramo de la vertiente meridional de la sierra de la Calderona.
Es relativamente áspero en su parte septentrional. Destacan en él los montes del Gorgo, el Rodeno, el Castillo del Real o el Cucurucho, entre otros. De su drenaje se encargan diversas ramblas y barrancos. La rambla llamada de la Garrofera (antigua Masía) drena la parte oeste del término. Esta rambla desemboca en la rambla de la Escarihuela, la cual proviene del término de Altura. Tras dejar el término de Marines, la rambla de la Escarihuela continua por el término de Liria, donde es llamada rambla Primera, y acaba desembocando en el río Turia. La parte central y este del término está drenada por muchos torrentes (barranco de Olla, barranco Tello, barranco de Rama, rambla de la Fuente de Zafra...) que confluyen en el barranco de Carraixet cuya cabecera ocupa el corazón del término. Este barranco es el más importante del término de Marines, y recorre 52,5 km desde su cabecera hasta desembocar al mar.
El término de Marines es rico en manantiales y fuentes aunque, en la actualidad, muchas de estas se encuentran en estado de abandono. El nacimiento del Morteral, el del Azud, el de Rama o las fuentes del Rincón, del Sargatillo, del Chopo o la del Camino de Olla son algunos ejemplos. Estas aguas han sido siempre aprovechadas, por lo que existen azudes, balsas y acequias que permitieron el desarrollo de pequeñas huertas en los márgenes de los barrancos. También existen aljibes y fuentes destinadas al consumo humano o de animales. La creación del canal de Benagéber y la proliferación de pozos permiten aumentar la superficie de regadío destinada, sobre todo, a cítricos.
En cuanto al clima, las temperaturas medias oscilan entre los 8,5 °C de enero y los 25,5 °C de julio y agosto. La precipitación media anual es de 450 mm en el llano, donde se ubica el nuevo Marines. En el antiguo Marines la lluvia anual ronda los 500 mm. En general, las zonas más altas del término presentan un clima más fresco y lluvioso, mientras que a medida que descendemos hacia el llano las temperaturas aumentan y las precipitaciones se reducen. El mes más lluvioso suele ser octubre y la estación más lluviosa es el otoño, seguida de la primavera. En cambio, el verano se caracteriza por presentar un fuerte estiaje típico del clima mediterráneo.
La vegetación dominante es el pinar, sobre todo el pino carrasco. Suele aparecer con coscoja, espino negro o palmito, y en las zonas más secas o degradadas aparece junto al esparto. Además, todavía podemos encontrar pequeñas áreas en las que predomina el alcornocal que servían a los marinenses de antaño para obtener corcho. El alcornoque suele aparecer junto al pino rodeno en zonas de areniscas húmedas. También hay que incluir la gárriga basófila meso-mediterránea formada por coscoja y aliaga que ha ganado terreno en las últimas décadas en zonas afectadas por incendios[cita requerida].
Se accede a esta localidad desde Valencia, a través de la CV-35 y tomando luego la CV-25.

### Barrios y pedanías
En el término municipal de Marines también se encuentra el núcleo de población de Marines Viejo. La Torre Olla se halla en un despoblado del mismo nombre, en la sierra Calderona, en una zona perteneciente al municipio de Marines, de la comarca del Campo del Turia, de la provincia de Valencia. Se encuentra a unos 5 kilómetros al norte del barranco de Carraixet, cerca del llamado Marines Viejo, los restos del pueblo antiguo que ha sido ocupado por veraneantes. El llamado poblado de Olla, del que la torre forma parte, fue una antigua alquería islámica de la que aún quedan restos de lo que fue un sistema de riego. Como consecuencia de la expulsión de los moriscos, esta aldea fue perdiendo población, pese a lo cual, fue habitada hasta que se abandonó definitivamente en el siglo XIX. De todas sus construcciones destaca sin duda la torre, que además de proteger el poblado servía de conexión con el Castillo del Real; el cual junto con los castillos de Chelva y Morvedre, defendían el norte de la zona de Valencia de los posibles ataques de los cristianos de Aragón. Actualmente todo el poblado está en un estado ruinoso pese a que está declarado bien de interés cultural, con anotación ministerial número: R-I-51-0010667, y fecha de anotación 18 de julio de 2001.

### Localidades limítrofes
El término municipal de Marines limita con las siguientes localidades: Altura en la provincia de Castellón, Liria, Olocau y Gátova, todas ellas en la provincia de Valencia.

## Historia
El topónimo "Marines" proviene del latino hispánico y diminutivo "Meridines". Los valencianos prefirieron la forma de "Marines" por su analogía con "Pardines".
Pese a que el actual término municipal de Marines ha sido muy poco estudiado desde el punto de vista arqueológico, se han encontrado vestigios de poblamiento en la montaña del Castillo del Real que van desde la Edad del Cobre (los más antiguos que se conocen en el término), continuando en la Edad del Bronce y Época Íbera.
Es bastante factible que existan más restos de poblamientos de este tipo en otras partes del término. Además, también se han encontrado restos de ocupación posterior, ya de época romana, concretamente de lo que serían varias villas, en la parte más llana del término (La Maimona, Hospitalet y la zona de La Lobera). [cita requerida]
El núcleo de población de Marines se cree que surgió en época musulmana. En el término también existe el pequeño despoblado árabe de Olla, que tiene su origen en el siglo XI. Estuvo habitado hasta la primera mitad del siglo XX.
Tanto Marines como Olla formaron parte del Condado de Olocau tras la reconquista. Marines quedaría poblado por moriscos tras la reconquista, hasta su expulsión en 1609. Esto provocó una gran crisis. Solo 35 nuevos colonos aceptaran la carta puebla de 1.611. Poco a poco fueron llegando nuevos pobladores, aunque la situación económica se estancó.
En los siglos siguientes Marines destacó por su oposición al sistema feudal. Así, en la guerra de sucesión (1701-1715) hubo en Marines partidas de maulets antiborbónicos.
A partir del siglo XIX, se produce un incremento demográfico. Pero, tras una época de prosperidad vinícola y oleica a finales de este siglo, la economía sufriría una crisis debido a las viñas del Camp del Túria, dejando sin trabajo a muchos jornaleros, lo que supuso un éxodo rural.
Actualmente existen dos pueblos llamados Marines, el Nuevo y el Viejo, este último quedó parcialmente arrasado el 14 de octubre de 1957 por el desbordamiento de Carraixet y del Túria, inundando la ciudad de Valencia. Los desprendimientos de rocas causados por lluvias torrenciales causaron la muerte de seis personas y destrozos irreparables en las casas, por lo que los ciudadanos se vieron obligados a desplazarse a "Marines Nuevo". El traslado de los habitantes al nuevo Marines se retrasaría hasta 1.967.

## Demografía
Marines cuenta con una población de 1921 habitantes (INE 2024).
| Gráfica de evolución demográfica de Marines entre 1842 y 2021 |
| |
| Población de derecho según los censos de población del INE Población de hecho según los censos de población del INEEn 1857 disminuye el término del municipio porque independiza a Olocáu |

Un repaso por la historia demográfica de Marines muestra periodos muy irregulares. En 1583 se hablaba de casi 200 habitantes, pero años después, con la expulsión de los moriscos, Marines quedó prácticamente despoblado hasta la llegada de nuevos repobladores. [cita requerida]
No será hasta finales del siglo XVIII cuando Marines empiece un aumento demográfico que culmina en 1910 con 945 habitantes. Pero a partir de aquí encontramos un Marines superpoblado y empobrecido que se vio azotado por dos importantes crisis: la filoxera, que devoró las viñas europeas, y la gripe conocida como "la cucaracha", que se cebó con los vecinos del municipio. Entre 1910 y 1930 Marines perdió más de un 20 % de población. Las décadas siguientes se caracterizan por un éxodo hacia otras zonas más ricas. Tras la riada del 57 este fenómeno se acrecienta llegando en 1960 a 547 habitantes. Con el traslado a Marines y con la mejor coyuntura económica global, se invierte el proceso y se empieza a recuperar población. Llegan nuevos colonos procedentes del viejo Domeño (década de los 70), mejoran los medios de transporte y las comunicaciones, se asientan nuevas industrias y se producen procesos migratorios modernos de llegada de población desde la zona metropolitana de Valencia. Todo ello permite experimentar un gran crecimiento en las últimas décadas, pasando de 872 habitantes en 1970 a 1955 en 2023 (de los cuales unos 1500 residen en el núcleo principal y el resto se reparte entre Marines Viejo y urbanizaciones).

## Economía
Basada tradicionalmente en la agricultura de secano y la ganadería, en la actualidad está mucho más diversificada. Así, en 1956 el 91 % de la población activa se dedicaba al sector agrario, mientras que en la actualidad este porcentaje ronda el 5 %. A principios del siglo XXI la mayoría de la población activa se dedica al sector servicios (un 54 % de la población activa). La industria emplea a un 24 % y la construcción a un 16 %. Debido a la ubicación de Marines (cerca de núcleos más importantes como Llíria o incluso Valencia), una gran cantidad de la población activa trabaja fuera de la localidad[cita requerida].

## Administración
| Periodo   | Nombre                         | Partido   |
| --------- | ------------------------------ | --------- |
| 1979-1983 | Rafel Deltoro Escrig           | IND       |
| 1983-1987 | Federico Navarro Herrero       | PSPV-PSOE |
| 1987-1991 | Federico Navarro Herrero       | PSPV-PSOE |
| 1991-1995 | Fernando Guardiola Moncholi    | PSPV-PSOE |
| 1995-1999 | Manuel Vicente Sánchez Sánchez | PP        |
| 1999-2003 | Manuel Vicente Sánchez Sánchez | PP        |
| 2003-2007 | Mª Dolores Celda Lluesma       | PSPV-PSOE |
| 2007-2011 | Mª Dolores Celda Lluesma       | PSPV-PSOE |
| 2011-2015 | Mª Dolores Celda Lluesma       | PSPV-PSOE |
| 2015-2019 | Mª Dolores Celda Lluesma       | PSPV-PSOE |
| 2019-2023 | Mª Dolores Celda Lluesma       | PSPV-PSOE |
| 2023-act. | Mª Dolores Celda Lluesma       | PSPV-PSOE |

## Patrimonio
- Castillo del Real (Marines). Sus orígenes datan al siglo XI, con el nombre de Hsin al-'Uqäb. Obra de construcción musulmana. Se construyó para controlar las riquezas y garantizar la seguridad del lugar.
- Poblado de Olla o Masada de Olla. Con el nombre de Qaryät al-Ülya ("La Alquería de Arriba"), sus orígenes datan al siglo XI, concretamente pertenece al reino de Taifas. Adquirió una importancia estratégica cuando acontecían situaciones bélicas.
- Parroquia del Cristo del Perdón. La denominación tradicional era "Cristo de las Mercedes", pero en 1965 se construyó una parroquia idéntica por lo que se optó al cambio de nombre.
- Parroquia del Cristo de las Mercedes. Construida en 1965-1.967. Es el nuevo emplazamiento de Marines.
- Masía Garrofera "Vieja". De origen musulmán, construida en el siglo XII, posteriormente, en el siglo XV se convertiría en una finca señorial dedicada a la explotación agrícola y ganadera. Actualmente se conservan algunas partes de la Masía.
- Masía Garrofera "Nueva". Construida probablemente en el siglo XIX, dedicada a la vivienda señorial y a la explotación agrícola y ganadera.
- Masada de Castelló. Heredad y bodega del siglo XVIII.[34]

## Festividades
- Fiesta de San Antonio Abad (San Antón). Se celebra el 17 de enero. La actividad principal es la Hoguera por la noche, mientras que al día siguiente se celebra una misa en honor a San Antón donde se bendicen los Rollos (un dulce típico en forma de rosca).
- Fiestas patronales del Cristo de la Mercedes. En honor a la Virgen de los Desamparados que tienen lugar entre el 1 y el 15 de agosto aunque el día principal es el 6 de agosto.
- El Día de la Municipalidad. Se celebra el 30 de noviembre, ya que este día en 1967 se constituyó el nuevo emplazamiento de Marines.
- Fiesta de San Blas, obispo y Mártir. Se celebra el 3 de febrero, donde se bendicen alimentos y dulces en la misa parroquial.
- Fiesta de Santa Cecilia, patrona de los músicos. se celebra el fon de semana más cercano al 22 de noviembre. La banda de Marines "La Marinense", acude ese fin de semana a la parroquia para recoger la estatua de Santa Cecilia y transportarla al centro.[35]

## Medios de Comunicación
- Radio municipal: Marines Radio 107.0 Fm.[36]